# Нишадха
Нишадха (санскр. निषध, IAST: Niṣadha) — племя древней Индии, которое обитало в одноимённой стране.

## История
Вирасена был царём королевства Нишадха и отцом Налы. Нала, сын Вирасены, принял власть от своего отца. Он был мужем Дамаянти, и их история рассказана в Махабхарате:136.
По другой версии, отцом Налы был Нишадха.